# Zamia hymenophyllidia
Zamia hymenophyllidia — вид голонасінних рослин класу Саговникоподібні (Cycadopsida).
Етимологія: видовий епітет вказує на дуже тонкі майже прозорі листові фрагменти.

## Опис
Стовбур підземний і бульбовий, 2–4 см діаметром. Листків 2–5, вони прямовисні, довгасті, 30–70 см завдовжки; черешок циліндричний, до 35 см завдовжки, озброєний дуже маленькими колючками; хребет циліндричний, зазвичай без шипів, 20–35 см завдовжки, з 4–10 парами листових фрагментів. Листові фрагменти від еліптичних до еліптичних-ланцетних, поля цілі або рідко з кількома мініатюрними зубами, довжина 12–15 см, ширина 1–2 см. Пилкові шишки коричневі, яйцеподібні, завдовжки 1–3 см, 0,1–0,3 см діаметром; плодоніжка довжиною 10–30 см. Насіннєві шишки темно-червоно-коричневі, від циліндричних до яйцевидо-циліндричних, 5 см завдовжки, 3–4 см діаметром; на довгому квітконосі до 15 см, 0,5 см діаметром. Насіння червоне чи помаранчево-червоне, довжиною 1–1,2 см, 0,5–0,8 см діаметром.

## Поширення, екологія
Країни зростання: Колумбія (материк); Перу. Цей вид росте як підліскова рослина в низинному первинному тропічному лісі.

## Загрози та охорона
Мало що відомо про його біологію та поширення, але брак колекцій показує, що вид рідкісний.